# ماچئی کوالفسکی
ماچئی کوالفسکی (لهستانی: Maciej Kowalewski؛ زادهٔ ۳۰ ژوئیه ۱۹۶۹) بازیگر، فیلم‌نامه‌نویس و کارگردان اهل لهستان است.
از فیلم‌ها یا مجموعه‌های تلویزیونی که وی در آن‌ها نقش داشته‌است، می‌توان به فهرست شیندلر، حوزه استحفاظی ۱۳، اجاره‌نشین‌ها، خانه کشیش، پیانیست، ماگدا ام.، تیم، رنگ‌های خوشبختی، در خوشی و سختی، پدر متیو و عشق بزرگ کوچک اشاره نمود.